# جوش بيلامي
جوش بيلامي (بالإنجليزية: Josh Bellamy)‏ هو لاعب كرة قدم أمريكية أمريكي، ولد في 18 مايو 1989 في سانت بيترسبرغ في الولايات المتحدة.

## وصلات خارجية
- جوش بيلامي على موقع مرجع كرة القدم المحترفة.كوم (الإنجليزية)
- جوش بيلامي على موقع كلية كرة القدم في سبورتس رفرنس.كوم (الإنجليزية)